# Kazachstan op het Junior Eurovisiesongfestival 2018
Kazachstan nam deel aan het Junior Eurovisiesongfestival 2018 in Minsk, Wit-Rusland. Het was de eerste deelname van het land aan het Junior Eurovisiesongfestival. Khabar Agency was verantwoordelijk voor de Kazachse bijdrage voor de editie van 2018. 

## Selectieprocedure
In november 2017 maakte het Kazachse ministerie van Cultuur bekend dat het land lid wou worden van de EBU om aldus te kunnen deelnemen aan het Eurovisiesongfestival en Junior Eurovisiesongfestival. Khabar Agency werd reeds in januari 2016 toegelaten tot de EBU als geassocieerd lid. De EBU maakte echter al snel duidelijk dat Kazachstan geen lid kon worden, aangezien het land niet in diens uitzendgebied ligt, noch lid is van de Raad van Europa. Op 25 juli 2018 maakte de EBU evenwel bekend dat Kazachstan werd uitgenodigd om deel te nemen aan het Junior Eurovisiesongfestival 2018. Kazachstan kreeg een gelijkaardige uitnodiging als diegene die Australië reeds sedert 2015 elk jaar kreeg.
Khabar Agency besliste om een nationale finale te organiseren om zo de Kazachse artiest voor Minsk te selecteren. Op 22 september 2018 werd de finale gehouden met tien artiesten. Het televotende publiek en een vakjury stonden elk in voor de helft van de punten. Uiteindelijk ging Danelija Toelesjova met de zegepalm aan de haal. Zij werd aldus de eerste Kazachse deelnemer ooit aan een Eurovisie-evenement.

## Nationale finale
22 september 2018
| Plaats | Artiest              | Lied                     | Jury | Publiek | Totaal |
| ------ | -------------------- | ------------------------ | ---- | ------- | ------ |
| 1      | Danelija Toelesjova  | Özinge sen               | 10   | 12      | 22     |
| 2      | Meirzjan Zjidebai    | Elester                  | 8    | 12      | 20     |
| 3      | Jerzjan Maksim       | Elimdi süyemin           | 10   | 8       | 18     |
| 4      | Sanat Asoeat         | Ereksje                  | 8    | 3       | 11     |
| 5      | Maria Zatvarnitskaja | Baqytyn men              | 6    | 5       | 11     |
| 6      | Binoera Saoedabaj    | Arnay                    | 4    | 6       | 10     |
| 7      | Zjanelja Kaldibek    | Alemdi maxabbat saqtaıdy | 3    | 7       | 10     |
| 8      | Zere Amirbekova      | Qos qanat                | 7    | 2       | 9      |
| 9      | Dinar Nadirbekova    | Bul alem ertegideı       | 5    | 4       | 9      |
| 10     | Soeikoem Kabilbek    | Elge salem               | 2    | 1       | 3      |

## In Minsk
Danelija Toelesjova trad tijdens het Junior Eurovisiesongfestival aan als derde van twintig deelnemers. Ze eindigde namens Kazachstan op de zesde plaats met 171 punten; 68 punten waren afkomstig van de jury's en de overige 103 van de televoting.
2018 · 2019 · 2020 · 2021 · 2022 · 2023-2024
Albanië · Armenië · Australië · Azerbeidzjan · Frankrijk · Georgië · Ierland · Israël · Italië · Kazachstan · Macedonië · Malta · Nederland · Oekraïne · Polen · Portugal · Rusland · Servië · Wales · Wit-Rusland